# Un colpo da due miliardi
Un colpo da due miliardi (Sait-on jamais...) è un film del 1957 diretto da Roger Vadim.
È stato presentato in concorso alla 7ª edizione del Festival internazionale del cinema di Berlino.

## Trama
Il barone Eric von Bergen e il suo segretario Sforzi sono a Venezia per portare a termine un affare con uno Stato straniero: la vendita della matrice con la quale hanno fabbricato denaro falso durante la seconda guerra mondiale. A mandare all'aria la trattativa sarà il colpo di fulmine tra il fotoreporter Michel e la bella Sophie, l'amante del barone.

## Distribuzione
Il film è stato distribuito in Francia dal 31 maggio 1957 e nel mese di giugno è stato proiettato al Festival di Berlino. In Italia è uscito nelle sale il 22 febbraio 1958.

### Date di uscita
- Francia (Sait-on jamais...) - 31 maggio 1957
- Danimarca (Alt kan ske i Venedig) - 16 agosto 1957
- Germania Ovest (Spuren in die Vergangenheit) - 20 settembre 1957
- Svezia (Drama i Venedig) - 20 gennaio 1958
- Italia (Un colpo da due miliardi) - 22 febbraio 1958
- USA (	No Sun in Venice) - 9 giugno 1958
- Finlandia (Viettelysten Venetsia) - 20 febbraio 1959
- Giappone (大運河) - 20 giugno 1959

## Colonna sonora
La colonna sonora, composta dal pianista statunitense John Lewis ed eseguita insieme al Modern Jazz Quartet, è stata pubblicata dalla Atlantic Records nel 1958.

### Tracce
1. The Golden Striker - 3:39
2. One Never Knows - 9:20
3. The Rose - 4:55
4. Cortege - 7:24
5. Venice - 4:26
6. Three Windows - 6:43